# Passerell del Iemen
El passerell del Iemen (Linaria yemenensis) és una espècie d'ocell de la família dels fringíl·lids (Fringillidae) proper al passerell comú, habitual als Països Catalans.

## Descripció
- Fa uns 13 cm de llargària. Potes i bec gris fosc.
- Coll i gola grisos, estenent-se fins al pit, on es torna més clar. Parts inferiors de color marró clar, gairebé beix. Parts superiors de color marró amb ratlles més fosques. Ales de color marró amb puntes negres. Cua de color negre.

## Hàbitat i distribució
Matolls de les muntanyes de l'oest del Iemen i d'Aràbia Saudí.